# Zagadka Donalda Stracheya
Zagadka Donalda Stracheya (ang. Ice Blues) – amerykański thriller telewizyjny w reżyserii Rona Olivera z 2008 roku, powstały na kanwie powieści Richarda Stevensona. Sequel filmu Morderstwo po drugiej stronie.

## Opis fabuły
Donald Strachey, homoseksualny prywatny detektyw – bohater poprzednich filmów z serii – staje przed najbardziej skomplikowanym zadaniem w swojej dotychczasowej karierze; zajmuje się sprawą zgonu pewnego denata, który zginął w tajemniczych okolicznościach.